# Даниел Даниелополу
Даниел Даниелополу (12 април 1884 - 29 април 1955) е румънски терапевт и физиолог, професор, академик на Румънската академия, директор на Института за нормална и патологична физиология при Румънската академия (от 1949).
Широко известен е с трудовете си върху сърдечно-съдовите заболявания, вегетативната нервна система, имунитета, алергията, ролята на кората на главния мозък в регулацията на функциите на организма и тъканните рецептори и мн. др.